# Crestone
Crestone est une ville américaine située dans le comté de Saguache dans le Colorado.
Selon le recensement de 2010, Crestone compte 127 habitants. La municipalité s'étend sur 0,51 milles carrés (1,32 km2).
Le nom de la ville provient de l'espagnol cresta, qui signifie « crête (de coq) » et fait référence aux montagnes environnantes, les Crestones : le pic Crestone, l'aiguille Crestone, le pic Kit Carson et le pic Humboldt.

## Démographie
| 1910 | 1920 | 1930 | 1940 | 1950 | 1960 |
| ---- | ---- | ---- | ---- | ---- | ---- |
| 231  | 74   | 86   | 172  | 72   | 51   |

| 1970 | 1980 | 1990 | 2000 | 2010 | - |
| ---- | ---- | ---- | ---- | ---- | - |
| 34   | 54   | 39   | 73   | 127  | - |